# Oripoda lobata
Oripoda lobata är en kvalsterart som beskrevs av Sandór Mahunka 1985. Oripoda lobata ingår i släktet Oripoda och familjen Oripodidae. Inga underarter finns listade i Catalogue of Life.